# Serie A (1956/1957)
Serie A 1956/1957 – 55. edycja najwyższej w hierarchii klasy mistrzostw Włoch w piłce nożnej, organizowanych przez Lega Nazionale, które odbyły się od 16 września 1956 do 16 czerwca 1957. Mistrzem został Milan, zdobywając swój szósty tytuł.

## Organizacja
Liczba uczestników pozostała bez zmian (18 drużyn). Udinese i Palermo awansowali z Serie B. Rozgrywki składały się z meczów, które odbyły się systemem kołowym u siebie i na wyjeździe, w sumie 34 rund: 2 punkty przyznano za zwycięstwo i po jednym punkcie w przypadku remisu, z możliwą dogrywką, rozstrzygać sytuacje ex aequo w końcowej klasyfikacji.. Zwycięzca rozgrywek ligowych otrzymywał tytuł mistrza Włoch. Dwie ostatnie drużyny spadało do Serie B.

## Drużyny
| Uczestnicy poprzedniej edycji                                                                                 | Uczestnicy poprzedniej edycji | Uczestnicy poprzedniej edycji | Uczestnicy poprzedniej edycji |
| --- | ----------------------------- | ----------------------------- | ----------------------------- |
| ATA | Atalanta                      | 15                            |                               |
| BOL | Bologna                       | 5                             |                               |
| FIO | Fiorentina                    | 1                             |                               |
| GEN | Genoa                         | 9                             |                               |
| INT | Inter Mediolan                | 3                             |                               |
| JUV | Juventus                      | 9                             |                               |
| LRV | Lanerossi Vicenza             | 9                             |                               |
| LAZ | Lazio                         | 3                             |                               |
| MIL | Milan                         | 2                             |                               |
| NAP | Napoli                        | 14                            |                               |
| PAD | Padova                        | 8                             |                               |
| ROM | Roma                          | 6                             |                               |
| SAM | Sampdoria                     | 6                             |                               |
| SPA | SPAL                          | 9                             |                               |
| TOR | Torino                        | 9                             |                               |
| TRI | Triestina                     | 16                            |                               |
| Spadek z poprzedniej edycji                                                                                   |                               |                               |                               |
| NOV | Novara                        | 17                            |                               |
| PPA | Pro Patria                    | 18                            |                               |
| Awans z Serie B 1955/1956                                                                                     |                               |                               |                               |
| UDI | Udinese                       | 1                             |                               |
| PAL | Palermo                       | 2                             |                               |
| Oznaczenia: - kolumna pierwsza – skróty nazw drużyn, - kolumna trzecia – miejsce zajęte w poprzednim sezonie. |                               |                               |                               |

## Tabela
|     | Klub              | Pkt | M  | Z  | R  | P  | GZ | GS | +/- | Uwagi                  |
| --- | ----------------- | --- | -- | -- | -- | -- | -- | -- | --- | ---------------------- |
| 1.  | Milan (C)         | 48  | 34 | 21 | 6  | 7  | 65 | 40 | +25 | Puchar Mistrzów        |
| 2.  | Fiorentina        | 42  | 34 | 16 | 10 | 8  | 55 | 40 | +15 |                        |
| 3.  | Lazio             | 41  | 34 | 14 | 13 | 7  | 52 | 40 | +12 |                        |
| 4.  | Udinese           | 36  | 34 | 15 | 6  | 13 | 59 | 58 | +1  |                        |
| 5.  | Inter Mediolan    | 35  | 34 | 11 | 13 | 10 | 53 | 45 | +8  | Puchar Miast Targowych |
| 5.  | Bologna           | 35  | 34 | 12 | 11 | 11 | 54 | 48 | +6  |                        |
| 5.  | Torino            | 35  | 34 | 13 | 9  | 12 | 45 | 42 | -3  |                        |
| 5.  | Sampdoria         | 35  | 34 | 12 | 11 | 11 | 59 | 56 | +3  |                        |
| 9.  | Juventus          | 33  | 34 | 11 | 11 | 12 | 54 | 54 | 0   |                        |
| 9.  | SPAL              | 33  | 34 | 14 | 5  | 15 | 38 | 47 | -9  |                        |
| 11. | Lanerossi Vicenza | 32  | 34 | 11 | 10 | 13 | 49 | 51 | -2  |                        |
| 11. | Napoli            | 32  | 34 | 11 | 10 | 13 | 39 | 41 | -2  |                        |
| 11. | Padova            | 32  | 34 | 8  | 16 | 10 | 33 | 39 | -6  |                        |
| 14. | Roma              | 31  | 34 | 10 | 11 | 13 | 53 | 49 | +4  | Puchar Miast Targowych |
| 14. | Atalanta          | 31  | 34 | 9  | 13 | 12 | 36 | 44 | -8  |                        |
| 16. | Genoa             | 30  | 34 | 9  | 12 | 13 | 36 | 46 | -10 |                        |
| 17. | Triestina         | 29  | 34 | 9  | 11 | 14 | 33 | 42 | -9  | Spadek                 |
| 18. | Palermo           | 22  | 34 | 7  | 8  | 19 | 32 | 63 | -31 | Spadek                 |

## Wyniki
|     | ATA | BOL | FIO | GEN | INT | JUV | LRV | LAZ | MIL | NAP | PAD | PAL | ROM | SAM | SPA | TOR | TRI | UDI |
| --- | --- | --- | --- | --- | --- | --- | --- | --- | --- | --- | --- | --- | --- | --- | --- | --- | --- | --- |
| ATA |     | 3-2 | 1-1 | 0-1 | 2-1 | 0-0 | 1-1 | 0-1 | 2-2 | 2-0 | 0-0 | 1-0 | 4-1 | 3-3 | 1-0 | 0-1 | 3-1 | 1-1 |
| BOL | 1-0 |     | 2-2 | 3-1 | 3-2 | 1-0 | 1-1 | 3-1 | 1-2 | 2-1 | 1-2 | 1-1 | 1-0 | 4-2 | 3-0 | 0-0 | 0-0 | 4-3 |
| FIO | 0-1 | 2-1 |     | 1-0 | 3-1 | 2-2 | 2-1 | 0-0 | 0-3 | 4-0 | 3-0 | 3-1 | 2-2 | 3-0 | 2-0 | 1-0 | 3-0 | 2-1 |
| GEN | 2-1 | 5-2 | 1-2 |     | 0-0 | 1-1 | 0-0 | 1-1 | 0-1 | 1-0 | 1-1 | 2-2 | 1-1 | 1-1 | 2-1 | 1-0 | 0-1 | 1-1 |
| INT | 2-2 | 2-2 | 2-1 | 2-0 |     | 1-1 | 3-1 | 0-1 | 1-1 | 3-1 | 2-0 | 1-0 | 3-2 | 6-1 | 2-0 | 3-0 | 1-0 | 2-3 |
| JUV | 2-2 | 3-1 | 1-1 | 2-0 | 5-1 |     | 0-1 | 3-3 | 0-1 | 1-0 | 0-0 | 6-4 | 1-2 | 1-1 | 2-0 | 1-1 | 4-3 | 2-3 |
| LRV | 2-0 | 2-1 | 4-0 | 0-1 | 2-1 | 1-1 |     | 1-1 | 3-1 | 0-0 | 0-0 | 4-1 | 1-0 | 3-2 | 4-1 | 1-2 | 3-1 | 1-1 |
| LAZ | 2-2 | 3-2 | 3-0 | 2-2 | 1-1 | 0-3 | 2-0 |     | 3-0 | 1-1 | 1-1 | 3-0 | 0-3 | 2-1 | 1-2 | 2-2 | 2-0 | 2-1 |
| MIL | 4-0 | 1-0 | 2-0 | 2-0 | 1-1 | 4-1 | 4-2 | 3-2 |     | 3-5 | 2-0 | 1-0 | 3-1 | 2-1 | 0-1 | 3-1 | 2-1 | 2-0 |
| NAP | 2-0 | 0-0 | 1-1 | 1-2 | 1-1 | 1-2 | 1-0 | 0-0 | 2-2 |     | 1-0 | 4-1 | 1-2 | 2-0 | 0-1 | 2-1 | 2-1 | 2-1 |
| PAD | 0-0 | 1-1 | 2-2 | 2-0 | 3-2 | 2-1 | 1-1 | 0-1 | 2-0 | 1-1 |     | 1-0 | 0-1 | 2-6 | 1-2 | 1-3 | 1-1 | 4-1 |
| PAL | 3-1 | 2-1 | 0-1 | 1-0 | 1-1 | 0-2 | 3-1 | 2-6 | 1-2 | 0-0 | 1-1 |     | 1-0 | 1-1 | 0-0 | 1-0 | 2-1 | 0-1 |
| ROM | 1-0 | 2-3 | 0-2 | 1-1 | 0-0 | 2-3 | 2-2 | 2-2 | 0-0 | 1-3 | 2-2 | 2-1 |     | 5-1 | 5-1 | 0-2 | 3-1 | 6-1 |
| SAM | 2-2 | 1-1 | 2-2 | 3-2 | 2-2 | 2-1 | 5-0 | 0-1 | 3-2 | 1-0 | 2-0 | 6-0 | 1-0 |     | 0-3 | 1-0 | 1-1 | 3-0 |
| SPA | 0-0 | 1-0 | 2-1 | 1-2 | 1-0 | 3-1 | 5-2 | 1-0 | 1-3 | 2-0 | 0-0 | 1-0 | 1-1 | 0-3 |     | 2-1 | 0-1 | 1-1 |
| TOR | 2-0 | 1-1 | 2-1 | 2-2 | 1-1 | 4-1 | 2-1 | 0-1 | 2-2 | 1-1 | 0-2 | 5-1 | 1-0 | 0-0 | 3-2 |     | 1-0 | 3-1 |
| TRI | 0-1 | 0-0 | 0-0 | 2-1 | 2-2 | 3-0 | 2-1 | 1-1 | 1-3 | 1-2 | 0-0 | 1-1 | 1-1 | 1-1 | 2-0 | 1-0 |     | 1-0 |
| UDI | 3-0 | 1-5 | 2-5 | 5-1 | 1-0 | 3-0 | 3-2 | 2-0 | 2-1 | 2-1 | 0-0 | 2-0 | 2-2 | 3-0 | 3-2 | 5-1 | 0-1 |     |

## Najlepsi strzelcy
| Bramki | Strzelcy            | Drużyna    |
| ------ | ------------------- | ---------- |
| 22     | Dino da Costa       | Roma       |
| 18     | Giuseppe Secchi     | Udinese    |
| 18     | Luís Vinício        | Napoli     |
| 17     | Gastone Bean        | Milan      |
| 15 (1) | Bengt Lindskog      | Udinese    |
| 15 (3) | Adriano Bassetto    | Atalanta   |
| 14     | Carlo Galli         | Milan      |
| 14     | Miguel Montuori     | Fiorentina |
| 13     | Gunnar Nordahl      | Milan      |
| 12     | Amedeo Bonistalli   | Padova     |
| 12     | Eddie Firmani       | Sampdoria  |
| 12 (2) | Cesarino Cervellati | Bologna    |
| 12 (3) | Ernst Ocwirk        | Sampdoria  |
| 12 (4) | Gino Armano         | Torino     |

## Skład mistrzów
| Zwycięzca Serie A 1956/57 |
| ------------------------- |
| Milan 6 Tytuł             |

| formacja | Piłkarz (liczba meczów)      |
| --- | ---------------------------- |
| Buffon Bergamaschi Maldini Fontana Liedholm Zannier Bredesen Schiaffino Galli Mariani Bean | Lorenzo Buffon (17)          |
| Buffon Bergamaschi Maldini Fontana Liedholm Zannier Bredesen Schiaffino Galli Mariani Bean | Cesare Maldini (21)          |
| Buffon Bergamaschi Maldini Fontana Liedholm Zannier Bredesen Schiaffino Galli Mariani Bean | Alfio Fontana (34)           |
| Buffon Bergamaschi Maldini Fontana Liedholm Zannier Bredesen Schiaffino Galli Mariani Bean | Nils Liedholm (26)           |
| Buffon Bergamaschi Maldini Fontana Liedholm Zannier Bredesen Schiaffino Galli Mariani Bean | Luigi Zannier (34)           |
| Buffon Bergamaschi Maldini Fontana Liedholm Zannier Bredesen Schiaffino Galli Mariani Bean | Mario Bergamaschi (22)       |
| Buffon Bergamaschi Maldini Fontana Liedholm Zannier Bredesen Schiaffino Galli Mariani Bean | Amos Mariani (30)            |
| Buffon Bergamaschi Maldini Fontana Liedholm Zannier Bredesen Schiaffino Galli Mariani Bean | Carlo Galli (23)             |
| Buffon Bergamaschi Maldini Fontana Liedholm Zannier Bredesen Schiaffino Galli Mariani Bean | Gastone Bean (25)            |
| Buffon Bergamaschi Maldini Fontana Liedholm Zannier Bredesen Schiaffino Galli Mariani Bean | Juan Alberto Schiaffino (29) |
| Buffon Bergamaschi Maldini Fontana Liedholm Zannier Bredesen Schiaffino Galli Mariani Bean | Per Bredesen (27)            |
| Buffon Bergamaschi Maldini Fontana Liedholm Zannier Bredesen Schiaffino Galli Mariani Bean | Trener: Giuseppe Viani       |
| Pozostałe piłkarze: Eros Beraldo (20), Narciso Soldan (17), Francesco Zagatti (15), Ernesto Cucchiaroni (13), Osvaldo Bagnoli (10), Emiliano Farina (7), Cesare Reina (2), Gianni Meanti (1), Luigi Radice (1). |                              |